# 사사바루역
사사바루역(일본어: 笹原駅)은 일본 후쿠오카현 후쿠오카시 미나미구에 있는, 규슈 여객철도 가고시마 본선의 역이다.

## 역 구조 및 승강장
상대식 승강장 2면 2선을 가지는 지상역. 개찰구는 동서쪽 입구 쌍방으로 설치되어 있다. 하카타 방면의 승강장은, 배리어 프리 공사로 개찰구부터 승강장까지 계단이 없어진 대신에 승강장까지 1량분 멀어졌다. 승강장 유효장은 9량분이다. 그 때문에, 과거에는 다케시타 역이 정차해, 사사바루 역을 통과하는 미나미후쿠오카 방면의 12량 편성(415계 3편성 병결)도 볼 수 있었지만, 현재의 다케시타 역도 대피선 신설에 의해 9량 편성까지의 대응으로 인한 일부터, 현재는 이것과 같은 열차의 설정은 없다.
규슈 교통기획이 역 업무를 행하는 업무 위탁역으로, 발권 창구가 설치되어 있다.
| 1 | ■ 가고시마 본선 | (상행) | 하카타 · 아카마 · 고쿠라 방면     |
| 2 | ■ 가고시마 본선 | (하행) | 후쓰카이치 · 구루메 · 오무타 방면 |

## 역 주변
후쿠오카 시의 남부에 입지하고 있다. 이 역의 남쪽 약 600m의 장소로 가고시마 본선과 서일본 철도 덴진오무타 선이 교차하고 있다. 주변 지구는 이지리역과도 가까워, 이 역 신설 전부터 주택 개발이 진행되고 있었지만, 이 역의 개발에 의해 보다 더 맨션 등의 건설이 진행되었다.
- 이지리역 - 서일본 철도 덴진오무타 선

## 역사
다케시타 - 미나미후쿠오카 간은 영업 거리가 4.0km이며, 주택지 내의 노선으로서는 오랫동안부터 계획되었다. 가고시마 본선에서는 신 역이 많이 설치되었지만, 이 역은 다른 많은 신 역과 달리, 민영화 전에 개업되어 있다. 일본국유철도의 역이었던 것은 불과 23일간이었다. 개업 당초는 역사도 없는 무인역이었다.
- 1987년
  - 3월 9일 : 일본국유철도가 개업.
  - 4월 1일 : 일본국유철도 분할 민영화에 의해 규슈 여객 철도가 승계.
- 2005년 3월 1일 : 동쪽 입구 개찰을 설치.
- 2009년 3월 1일 : IC 카드 SUGOCA의 사용을 개시.

## 인접 역
| 가고시마 본선         | 가고시마 본선 | 가고시마 본선                |
| --------------------- | ------------- | ---------------------------- |
| 다케시타 모지 항 방면 | ■ 쾌속 · 보통 | 미나미후쿠오카 가고시마 방면 |